# ニタゾキサニド
ニタゾキサニド（英: Nitazoxanide）は、アリニア（英: Alinia）などの商品名で販売されている、数種類の原生動物や寄生虫に対して使用される医薬品である。使用対象には、クリプトスポリジウム症、ジアルジア症、アメーバ赤痢、イソスポリア症、特定のサナダムシ、吸虫、線形動物などがあげられる。投与法は経口である。
一般的な副作用には、腹痛、吐き気、頭痛、異常な色の尿などである。妊娠中の服用の安全性は不明である。ニタゾキサニドはチアゾリドであり、ピルビン酸フェレドキシン酸化還元酵素を阻害することで作用すると考えられる。
ニタゾキサニドが米国で医薬品としての使用が承認されたのは2002年である。2020年に後発医薬品として承認された。2021年の米国での価格は1錠500 mgが6錠で約240米ドルである。 2021年時点では、インフルエンザへの応用に関しての研究が続行されている。